# Municipio de Rosenfield
El municipio de Rosenfield (en inglés: Rosenfield Township) es un municipio ubicado en el condado de Sheridan en el estado estadounidense de Dakota del Norte. En el año 2010 tenía una población de 35 habitantes y una densidad poblacional de 0,38 personas por km².

## Geografía
El municipio de Rosenfield se encuentra ubicado en las coordenadas 47°47′48″N 100°22′55″O / 47.79667, -100.38194. Según la Oficina del Censo de los Estados Unidos, el municipio tiene una superficie total de 93.03 km², de la cual 87,58 km² corresponden a tierra firme y (5,86 %) 5,45 km² es agua.

## Demografía
Según el censo de 2010, había 35 personas residiendo en el municipio de Rosenfield. La densidad de población era de 0,38 hab./km². De los 35 habitantes, el municipio de Rosenfield estaba compuesto por el 100 % blancos. Del total de la población el 0 % eran hispanos o latinos de cualquier raza.